# Cuba (Gibson Brothers)
Cuba è un singolo del gruppo musicale francese Gibson Brothers, pubblicato nel 1978 come estratto dall'album omonimo.
Nel 1980 ci fu una riedizione del brano.

## Video musicale
Il videoclip mostra due finte palme, una sedia sdraio da spiaggia, un tavolino e tutti i componenti del gruppo (compresa una ragazza di colore scuro) ballare e danzare.